# Empresa Periodística La Nación
La Empresa Periodística La Nación S.A. fue una sociedad estatal chilena de medios de información.
Fue fundada el 4 de enero de 1917 por Eliodoro Yáñez. Permaneció como empresa privada hasta julio de 1927, cuando, durante la dictadura de Carlos Ibáñez, es expropiada. Desde esa fecha, el 69% de su propiedad permaneció en manos del Estado de Chile.

## Medios de comunicación de su propiedad

### Diarios
- La Nación (1917-2010, continuado como lanacion.cl)
- Diario Oficial de la República de Chile. Creado en 1876 y editada por la Imprenta Nacional. La Nación entre 1931-1934 es la encargada de la Imprenta Nacional. En 1934 La Nación asume directamente la edición e impresión
- Los Tiempos (diario vespertino, 1922-1931, 1953-1955)
- La Voz de la Tarde (diario vespertino gratuito, 2001-2002)
- El Nortino de Iquique (diario, 1991-2003)

### Revistas
- Punto y Gol (revista dedicada a los deportes, 1983-1984)
- Triunfo (revista dedicada a los deportes, 1986-2009)
- Fusta (revista hípica, 1990-2009)

### Otros medios y negocios
- Radio La Nación
- Gráfica Puerto Madero (ex Imprenta La Nación) que imprimió material gráfico, folletos y publicaciones periódicas privadas. Desde 2012, estas publicaciones son impresas en las prensas de Copesa.
- Primera Línea (diario en internet —www.primeralinea.cl—, 2001-2003).
- Vía Directa (1983): Empresa de distribución de publicaciones, que disponía de los puntos de venta Ojos de Papel en estaciones del Metro de Santiago.